# Сомбат Банчамек
Сомбат Банчамек (тай. สมบัติ บัญชาเมฆ; *8 травня 1982, Сурін, Провінція Сурін, Таїланд) більше відомий під псевдонімом Буако Пор. Прамук (тай. บัวขาว ป. ประมุข) — таїландський спортсмен, професійний тайбоксер. Дворазовий переможець Гран-прі K-1 у середній ваговій категорії (2004, 2006 роки), фіналіст Гран-прі у середній ваговій категорії (2005 рік). Чемпіон світу з муай тай у напівсередній ваговій категорії за версіями WMTA і S-1 (2005 рік). Статистика боїв Банчамека сильно різниться в залежноті від джерела інформації, і по суті не підлягає обліку: Самбат б'ється на рингу з восьми років і провів за поверховим підрахунком більше 400 боїв, більше половини з яких за правилами муай тай, а решта — бокс, кікбоксинг, саньда. Всесвітня відомість до Банчамека прийшла в 2004 році з його дебютом в K-1, коли він з першої ж спроби виграв Гран-прі.